# 京王電気軌道110形電車
京王電気軌道110形電車（けいおうでんききどう110がたでんしゃ）は、現在の京王電鉄京王線に相当する路線を運営していた京王電気軌道が、1928年（昭和3年）に投入した電車である。

## 登場経緯
新宿駅 - 府中駅間を1916年（大正5年）に開業していた京王電気軌道は、国からの補助金を得るため、府中駅 - 東八王子駅間は新たに設立した地方鉄道法に基づく新会社（玉南電気鉄道株式会社）を設立し、京王とは違う1,067mm軌間で敷設を行い、1925年（大正14年）3月24日に営業を開始した。しかし官営の中央本線に並行していることを理由に、補助金は認められず、京王は別会社としておく必要のなくなった玉南を1926年（大正15年）12月1日に合併し、新宿 - 東八王子間の直通運転に向け、旧玉南側を京王と同じ1,372mm軌間へ改軌するための工事を始めた。
一方京王側は、当時主力となっていた23形をはじめ、所有車両が総括制御による連結運転に対応しておらず、路面電車並みだった路線の設備の改良工事だけでなく、車両も玉南から継承した1形の仕様に準じた、地方鉄道規格の車体を持つ総括制御の可能なボギー車が必要になっていた。このような背景によって製造されたのが本形式である。

## 車両概説
1928年に111 - 122の12両が一度に雨宮製作所で製造された。なお実際の組み立ては雨宮の工場ではなく桜上水工場で行われため、室内の銘板は「昭和2年」製となっていた。

### 車体
京王電軌では初の半鋼製・14メートル級車体となったが、木造車体の1形と同様に、明かり取り窓と水雷形通風器を交互に配した二重屋根を持つ片側2扉である。初期半鋼製車ということもあり、オールリベット構造であった。ヘッドライトは前面窓下に配置され、正面幕板には方向幕が設けられている。側窓は1形と同様に一段加工式を採用したが、客室窓は2つで1組・乗務員スペースにも小窓を設けるなど、側面窓配置は1D (1) 122221 (1) D1（D：客用扉、(1)：戸袋窓、数字：窓数）というレイアウトに変わった。落成時点では117 - 122の6両は八王子側に簡易手荷物室が設置され、八王子方側窓2つ分の座席が折り畳み式となっていた。
当時の京王電軌は、新宿駅付近などに道路上に軌道を敷設した併用軌道区間があったため、軌道法の規定に則り、車体前面には歩行者巻き込み事故防止用の救助網、客用ドアはステップが1段、更に路面区間用低床ホーム対応の可動ステップ1段を装備していた。ドアは手動扉であるが、ステップは別途ステップエンジンを持っていた。

### 主電動機
1形と同じく、イングリッシュ・エレクトリック (E.E.) 社が設計したDK-31を東洋電機製造でライセンス生産した、TDK-31Nを各台車1基ずつ、吊り掛け式で搭載する。歯数比は64:20=3.20である。

### 制御器
これも1形と同様にウェスティングハウス・エレクトリック (WH) 社製HL電空単位スイッチ式手動加速制御器を各車に搭載する。制御段数は直列5段、並列4段で弱め界磁は搭載されていない。
なお、制御電源は架線からの600V電源をドロップ抵抗で降圧して使用する。このため本形式は電動発電機等の補助電源装置を搭載せず、前照灯や室内灯もドロップ抵抗の併用や回路を直列接続とするなどの処置により600V電源で動作するようになっている。

### ブレーキ
連結運転を実施するため、1型に倣い非常弁付き直通ブレーキ (SME) を搭載する。

### 台車
111は1型が改軌時に新造したものと同じ、雨宮製作所製の板台枠リベット組立てによる釣り合い梁式台車A-1を装着するが、112以降の車両は1形10両と、玉南引継ぎ車である無蓋電動貨車101が装着していた、J.G.ブリル製Brill77 E1を1,372mm軌間に対応する改造を施工し、Brill27 E相当に改造した上で装着している。

### 集電装置
東洋電機製造製TDK-D形菱形パンタグラフを1基搭載するが、搭載位置は車両によって異なる。新京阪鉄道P-6形電車でも使用されたこのパンタグラフは、元々電気機関車用のパンタグラフで、電車用としては珍しい空気圧上昇式を採用している。

## 沿革
京王は1928年5月22日にダイヤ改正を実施して新宿 - 東八王子間の直通運転を開始し、本形式も直通運用に使用された。
1933年（昭和8年）に150形が125形新造時に台車振替を行なった過程で、111は161の履いていた川崎車輛製台車に履き替え、旧台車は予備となった。
1940年（昭和15年）に側面にステップのない中扉が増設され3扉となり、窓配置は1D (1)121D (1) 21 (1) D1となった。簡易手荷物室を装備していた6両は3扉化と同時に折り畳み座席を普通の座席に改造して、簡易手荷物室を撤去している。また1943年（昭和18年）には、ほとんどの車両が片側の運転台を撤去して片運転台化された。この際116のみがパンタグラフ側、それ以外は非パンタグラフ側の運転台を撤去した。
1944年（昭和19年）に京王電気軌道が東京急行電鉄（大東急）に合併される際、番号重複を避けるため旧京王電軌の車両は旧番に2000をプラスすることとなり、デハ2110形（2111 - 2122）となった。

### 戦災復旧
2117 - 2119・2121は1945年（昭和20年）5月25日の空襲（山の手大空襲）で、2122が1946年（昭和21年）1月16日に桜上水工場の火災で被災したため、2118・2119は1946年（昭和21年）9月に、2117・2121・2122は1947年（昭和22年）5月から6月に桜上水工場で応急復旧工事が施工された。内容は焼失鋼体を利用しつつ鋼板張り一重屋根とし、客室窓の2段窓化、運転台のあるパンタ側の客用扉を車体中心に窓1つ分寄せて、それまで中央にHポールで区切られて配置していた運転台を左側半室構造として乗務員扉を新設する等であった。室内は応急復旧のため室内灯は裸電球、つり革もつり棒だったり麻紐製のものだった。1947年に復旧された3両は制御器も三菱電機の物に交換している。
このグループは全車八王子向きに運転台とパンタグラフが配置され、八王子側から見て窓配置がdD (1)2(1)D 121 (1) D1と前後非対称になった他、焼けた鋼体を利用したために歪みだらけの外板、屋根を二重屋根の高い側に合わせた厚い屋根という珍奇なスタイルとなり、特に一番最初に復旧され屋根が極端に厚かった2118・2119の2両を指して、京王社内では「カマボコ」・「食パン」、趣味者は「蛸坊主」と呼んだ。なお、他系列のような車体を新造しての復旧は行われていない。

### 長編成化と付随車化
戦後はヘッドライトの屋根上への移動や、方向幕の廃止、ドアステップの撤去、パンタグラフのPS13への変更が順次進められ、特に1950年（昭和25年）から1951年（昭和26年）にかけては、ブレーキシステムをSME直通ブレーキからAMM自動空気ブレーキへ変更、制御連動式ドアエンジンを設置するなどの3両編成対応工事（三編工）が施工された。
戦災復旧車の2119は千歳烏山で2度脱線を起こし、調査したところ車体のメインフレームが捩れていることが判明したため、1953年（昭和28年）に廃車された。またこの年、2111は川車製台車をデニ2900形に流用するため、旧台車のA-1に履き替えた。
ブリル台車の老朽化と不具合の発生、また京王線は乗客増により1955年（昭和30年）4月1日のダイヤ改正で、これら中型車を3両編成単位で運行することになったことから、1955年にデハ2112 - 2118、2120 - 2122が、遅れてデハ2111が1957年（昭和32年）にそれぞれ車号はそのまま付随車化され、サハ2110形となった。付随車化に際しては貫通路は設けられず、台車は応急復旧車も含めて新造台車へ交換した。2112 - 2118、2120 - 2122に新造されたのは、1955年当時新造中だったクハ2778  - 2784の台車とほぼ同型の東急車両製ウィングばね台車TS-103、2111は同じように雨宮製台車を履いていたサハ2751 - 2753の交換用に新造されたTS-306B台車から、トラックブレーキ用のシリンダーを撤去したTS-306Aである。なお本系列から外された主電動機については、デハ2125形など2個モーター車の4個モーター化に使用された。
1959年（昭和34年）6月には応急復旧車のデハ2201が電装解除・運転台撤去・TS-306A台車に交換を実施してサハ2110に改番され、本系列に編入された。
さらに1961年（昭和36年）の9月から12月にかけて、サハ2111 - 2115が両側に広幅貫通路を新設し、電源回路の変更と蛍光灯設置・不燃化工事・車体のかさ上げ・ステップ跡の車体裾部張り出しの撤去などの改造を行い、2000系・2010系の付随車「スモールマルティー」（○に小文字tを入れる。以下ⓣ） に改造され、新造車を含むノーシルノーヘッダーの車両が二重屋根の車両がサンドイッチするように連結するという、一見異様な編成を組んだ。
- サハ2111　→　サハ2531
- サハ2112　→　サハ2505
- サハ2113　→　サハ2532
- サハ2114　→　サハ2506
- サハ2115　→　サハ2507

残った車両のうち、非戦災車のサハ2116と2120はⓣ改造車と同様に両側に広幅貫通路が設置され、デハ2400形（デハ2401・2409・2410）およびデハ2125形（デハ2130）と共に下記の3両固定編成を組んだ。昇圧直前はこの3両固定編成にさらに2両つないだ5両編成まで組成して運用された。
|          | ← 新宿東八王子 → |          |          |
| 形式     | デハ2125         | サハ2110 | デハ2400 |
| 区分     | M                | T        | Mc       |
| 車両番号 | 2130             | 2120     | 2410     |

|          | ← 新宿東八王子 → |          |          |
| 形式     | デハ2400         | サハ2110 | デハ2400 |
| 区分     | M                | T        | Mc       |
| 車両番号 | 2409             | 2116     | 2401     |

### 終焉
応急復旧車から廃車が始められ、1962年（昭和37年）1月に2117・2118、12月には2121、2122が廃車された。車体更新名義で前者は2700系のサハ2754・2755、後者は2010系の付随車ラージマルティー（○に大文字Tを入れる。以下Ⓣ）サハ2575・2576が代替新製され、経年の新しかったTS-103台車は代替新造車へ流用されている。またサハ2575・2576と同時に新造されたⓉサハ2523 - 2526・2573 - 2574の6両も、台車をⓣ2531以外の4両とサハ2116と2120が履いていたTS-103を流用。台車を譲った6両は、そのⓉに車籍上更新名義で廃車になった他中型車の台車に交換するなどして運用された。
中型車3両貫通編成の中間車となったサハ2116と2120は、1963年（昭和38年）8月4日の京王線架線電圧1,500V昇圧を以て運用を離脱し、1964年（昭和39年）2月に廃車となった。ⓣ5両は昇圧後も運用されたが、新造や2700系の改造によるⓉの導入で、サハ2531と2532（元サハ2111と2113）は昇圧からほどない1964年6月、残り3両は1966年（昭和41年）4月に廃車され、40年近く働いた京王線から姿を消した。

## 譲渡・保存
戦災復旧車のデハ2119は、台枠のねじれを理由に廃車になった翌1954年（昭和29年）5月、日本鉄道自動車で下記の改造を受け庄内交通に譲渡され、同社湯野浜線モハ7となった。
- ブリル台車を1067mmに改軌
- 電装品を交換し、制御器は直接制御、主電動機は75ps（55kw）2基装備に
- 両運転台構造に復旧。再設置側も含め防寒のため客室と区分する
- 座席のビニールシート化[48]

運転台はどちらも中央配置となったが、乗務員室扉は復活した運転台側には設けられず、ドア配置は前後非対称のままだった。1964年（昭和39年）6月16日に発生した新潟地震の際、車庫内で横転して台枠を損傷するものの復旧している。同年には老朽化した主電動機を、新たに京王から譲渡されたモハ8（元デハ2405）から譲り受けて交換、1965年には同車と連結するため自動扉化・HL制御に改造され、1975年（昭和50年）の同線廃線まで使用された。
サハ2507（元2115）は1966年に廃車後、妻面の広幅貫通路を埋めて非貫通三枚窓前面に復元、車両番号を元の2115とし、同時期に廃車となった貨車より流用した前照灯・尾灯を設置の上京王遊園に子供向け遊び場として設置・静態保存されていた。しか京王遊園の閉園後に解体されており、現存しない。

### 書籍
- 鈴木洋『【RM LIBRARY 111】京王線14ｍ車の時代』株式会社ネコ・パブリッシング、2008年11月1日。ISBN 978-4-7770-5245-5。
- 鈴木洋『【RM LIBRARY 163】京王線グリーン車の時代』株式会社ネコ・パブリッシング、2013年3月31日。ISBN 978-4-7770-5339-1。
- 宮下洋一 編『鉄道車輌ガイド Vol.30 京王帝都のグリーン車』株式会社ネコ・パブリッシング、2019年5月1日。ISBN 978-4-7770-2350-9。
- 宮崎繁幹・山下和幸 編『京王帝都電車回顧　第2巻』多摩湖鉄道出版部、2020年1月15日。ISBN 978-4-7770-5447-3。

### 雑誌記事
- 白石隆「電車リバイバル１　京王電気軌道の電車」『鉄道ファン』第28号、交友社、1963年10月、48-53頁。
- 鈴木洋「他社に渡った京王の車両」『鉄道ピクトリアル』第278号、電気車研究会、1973年5月、57-58頁。
- 益崎興紀「スジをたどる＝運転の変遷」『鉄道ピクトリアル』第422号、電気車研究会、1983年9月、32-40頁。
- 向山真司「京王線中型車の素顔」『鉄道ピクトリアル』第422号、電気車研究会、1983年9月、86-92頁。
- 合葉博治・永井信弘「イラストで見る京王電車：1950」『鉄道ピクトリアル』第578号、電気車研究会、1993年7月、151-157頁。
- 藤田吾郎「京王帝都電鉄形式カタログ」『鉄道ピクトリアル』第578号、電気車研究会、1993年7月、169-192頁。
- 道村博「京王線　戦後復興期の車両と編成」『鉄道ピクトリアル』第578号、電気車研究会、1993年7月、219-221頁。
- 出崎宏「私鉄電車めぐり(149)　京王帝都電鉄」『鉄道ピクトリアル』第578号、電気車研究会、1993年7月、223-242頁。
- 鉄道ピクトリアル編集部「高松吉太郎作品に見る昭和20年代の京王帝都」『鉄道ピクトリアル』第734号、電気車研究会、2003年7月、72-77頁。
- 出崎宏「京王電鉄 過去の車両」『鉄道ピクトリアル』第734号、電気車研究会、2003年7月、174-194頁。
- 田尻弘行・阿部一紀「地方私鉄で働いた京王帝都の釣掛車」『鉄道ピクトリアル』第734号、電気車研究会、2003年7月、166-169頁。
- 合葉清治「京王中型車の思い出」『鉄道ピクトリアル』第734号、電気車研究会、2003年7月、195-200頁。
- 藤田吾郎「京王電鉄 主要車歴表」『鉄道ピクトリアル』第734号、電気車研究会、2003年7月、241-242頁。
- 『鉄道ピクトリアル アーカイブスセレクション9 京王電鉄 1950-60』、鉄道図書刊行会、2005年8月。
  - p.6 - 12 高橋孝一郎「京王帝都の車両保守業務にたずさわって」
  - p.44 - 55 飯島正資「私鉄車両めぐり　京王帝都電鉄」※『鉄道ピクトリアル』第45号、第46号より再録
  - p.106 - 118 京王帝都レールファンクラブ「私鉄車両めぐり(72)　京王帝都電鉄　補遺」※『鉄道ピクトリアル』第197号より再録
  - p.144 - 153 読者短信に見る京王電鉄の記録 1950-1960
- 鈴木洋「【特集】京王電鉄　京王線220形をめぐって」『鉄道ピクトリアル』第893号、電気車研究会、2014年8月、167-168頁。
- 藤田吾郎「京王電鉄 主要車歴表」『鉄道ピクトリアル』第893号、電気車研究会、2014年8月、262-284頁。